# Lårben
| Höger lårbens framsida                                                      | Höger lårbens baksida |
| Höger lårben, fram- och baksida. Illustrationer: Gray's Anatomy, 1918. (PD) |                       |

Lårben (latin: femur) är det längsta, tyngsta och starkaste benet i människans skelett, och bildar benstomme i Låret. Lårbenet är ledat mot bäckenet (pelvis) i höftleden (art. coxae) och mot skenbenet (tibia) och knäskålen (patella) i knäleden (art. genus).
Lårbenet består proximalt av lårbenshuvudet (caput femoris) där en fördjupning, fovea capitis femoris, lämnar plats åt lig. capitis femoris. Lårbenshalsen (collum femoris) bildar en inklinationsvinkel mot lårbensskaftet (corpus femoris) på i genomsnitt 130°. Högst upp på skaftets utsida sitter två utskott, trochanter major ovanför och trochanter minor nedanför halsen. Mellan trochanterna löper två åsar, linea intertrochanterica på framsidan och crista intertrochanterica å baksidan.
På skaftets baksida avlöser en rad åsar och skrovligheter varandra: linea pectinea, tuberositas glutea, linea aspera. Distalt på skaftets baksida finns en triangelformad yta, facies poplitea som proximalt avgränsas av två läppar, labium mediale femoris och labium laterale femoris.
Den distala änden är större än den proximala och har ungefär formen av ett block. Två avlånga utskott, kallade kondyler, bildar huvuddelen av den distala änden: Condylus lateralis och condylus medialis. Ovanför båda dessa utskott finns ytterligare två utskott: Epicondylus lateralis och epicondylus medialis. Ovanför den senare sitter dessutom tuberculum adductorium. Mellan Condylus lateralis och medialis (posteriort på undersidan av lårbenet) finns en grop kallad fossa intercondylaris.
Ledytan i knäleden heter facies patellaris.